# Nikita Nikitin
Nikita Aleksandrovič Nikitin (in russo Никита Александрович Никитин?; Omsk, 16 giugno 1986) è un hockeista su ghiaccio russo.

## Palmarès

### Mondiali
- 2 medaglie:
  - 1 oro (Finlandia/Svezia 2012)
  - 1 argento (Lettonia 2006)